# Purché finisca bene
Purché finisca bene è un ciclo di film per la televisione in onda su Rai 1 dal 2014. Ciascuno dei film è un episodio a sé stante che ripercorre, con i toni leggeri della commedia all'italiana, i disagi e le difficoltà dell'Italia d'inizio terzo millennio.

## Episodi
| Stagione | Nº | Titolo                             | Prima TV         |
| -------- | -- | ---------------------------------- | ---------------- |
| 1        | 1  | Una Ferrari per due                | 31 marzo 2014    |
| 1        | 2  | Una coppia modello                 | 7 aprile 2014    |
| 1        | 3  | Un marito di troppo                | 14 aprile 2014   |
| 1        | 4  | Una villa per due                  | 21 aprile 2014   |
| 1        | 5  | La tempesta                        | 28 aprile 2014   |
| 2        | 6  | Piccoli segreti, grandi bugie      | 15 dicembre 2016 |
| 2        | 7  | Mia moglie, mia figlia, due bebè   | 22 dicembre 2016 |
| 2        | 8  | Il mio vicino del piano di sopra   | 29 dicembre 2016 |
| 3        | 9  | Basta un paio di baffi             | 2 gennaio 2019   |
| 3        | 10 | L'amore, il sole e le altre stelle | 9 gennaio 2019   |
| 3        | 11 | Non ho niente da perdere           | 15 gennaio 2019  |
| 4        | 12 | Mai scherzare con le stelle!       | 11 febbraio 2020 |
| 4        | 13 | Al posto suo                       | 18 febbraio 2020 |
| 5        | 14 | Digitare il codice segreto         | 12 ottobre 2021  |
| 5        | 15 | Tutta colpa della fata Morgana     | 19 ottobre 2021  |
| 6        | 16 | Diversi come due gocce d'acqua     | 8 dicembre 2022  |
| 6        | 17 | Se mi lasci ti sposo               | 15 dicembre 2022 |
| 6        | 18 | La fortuna di Laura                | 22 dicembre 2022 |
| 6        | 19 | Una scomoda eredità                | 29 dicembre 2022 |
| 7        | 20 | Questione di stoffa                | 3 novembre 2024  |

## Trama

### Una Ferrari per due
- Diretto da: Fabrizio Costa
- Scritto da: Giulio Calvani, Marta Storti e Ilaria Storti
- Durata: 107 minuti

Marcello, padre di famiglia di quasi cinquant'anni, viene improvvisamente licenziato dalla grande società per cui lavora come manager. Per non far preoccupare la figlia che studia in un costoso college, Marcello decide di non dire niente per due anni, riuscendo a pagare gli studi contando solo sui risparmi accumulati; ma quando le risorse scarseggiano, l'ex manager non sa più che fare. Un giorno mentre sta raggiungendo l'ex moglie in Toscana, il destino fa sì che si ritrovi a fare il viaggio in compagnia di Andrea, l'uomo che ha deciso il suo licenziamento, che sta percorrendo la stessa strada alla guida di una Ferrari California nuova fiammante.
- Cast principale: Neri Marcorè (Marcello Carelli), Giampaolo Morelli (Andrea De Lazzaro), Anita Caprioli (Margherita Carelli), Eleonora Sergio (Simona La Torre), Anna Stante (vicequestore Dante), Aurora Ruffino (Livia Carelli), Lorenzo Richelmy (Fabio Marchitelli), Prospero Richelmy (presidente della Tecknicom), Alberto Basaluzzo (poliziotto), Manlio Dovì (poliziotto).
- Ascolti: telespettatori 6 133 000 – share 22,6%[1].

### Una coppia modello
- Diretto da: Fabrizio Costa
- Scritto da: Giulio Calvani, Ilaria Storti e Marta Storti
- Durata: 96 minuti

Enzo e Ada si presentano in tribunale per ultimare le pratiche di separazione; in quell'occasione lei si incontra con Adriano, altro marito che sta sbrigando le pratiche del divorzio con la moglie Valeria. Al termine dell'udienza, i due mariti si scambiano confidenze al bar: se uno è completamente disperato, l'altro spera ancora di riconquistare Valeria, che non vuole assolutamente saperne, tanto che Adriano deve trasferirsi per la notte a casa di Enzo. Dato che la situazione diventa insostenibile, i due mariti si alleano per riconquistare ambedue la fiducia delle mogli.
- Cast principale: Daniele Pecci (Enzo), Sergio Assisi (Adriano), Bianca Guaccero (Valeria), Chiara Ricci (Ada), Riccardo Alemanni (Alessandro), Daniela Scarlatti (preside), Simona Marchini (Orietta).
- Ascolti: telespettatori 5 032 000 – share 18,6%[2].

### Un marito di troppo
- Diretto da: Luca Ribuoli
- Scritto da: Pietro Calderoni e Gualtiero Rosella
- Durata: 106 minuti

Alessia è un'affascinante produttrice musicale trentaduenne, giunta a Milano dal quartiere torinese di Madonna di Campagna. La giovane donna, che ha fatto una dura gavetta prima di essere assunta nella casa discografica "Records", dove al momento si sta occupando del lancio del nuovo album di Emma Marrone, ha sempre nascosto le proprie umili origini, costruendo un castello di menzogne, millantando di essere la figlia adottiva di Davide Borghini, importante uomo d'affari torinese, che in realtà fu il datore di lavoro di suo padre. Quando Alessia riceve dal giovane avvocato Tancredi Della Seta, figlio del proprietario della "Records", una proposta matrimoniale da celebrarsi in pompa magna, e insiste per incontrare il padre di Alessia, il castello di bugie inizia a vacillare.
- Cast principale: Cristiana Capotondi (Alessia Rocchi), Flavio Parenti (Tancredi Della Seta), Giorgio Marchesi (Walter), Sabina Vannucchi (), Viviana Strambelli (), Chiara De Bonis (), Laura Lattuada (), Alessia Giuliani (), Gianluca Gobbi (), Rodolfo Baldini (), Pierpaolo Spollon (), Fabrizio Coniglio (), Nicola Rignanese (Paolo Rocchi), Massimo Venturiello (Massimo Della Seta).
- Ascolti: telespettatori 4 509 000 – share 17%[3].

### Una villa per due
- Diretto da: Fabrizio Costa
- Scritto da: Pietro Calderoni e Gualtiero Rosella
- Durata: 98 minuti

Daniele, un brillante avvocato residente a Trento, convince la madre vedova Marion a trasferirsi ad Arco. In attesa di trovare la sua casa, Marion accetta l'ospitalità del figlio e di Graziella, sua futura nuora. La convivenza tra le due donne diventa sempre più insopportabile, finché Daniele non viene pressato a cercare al più presto una villa. Presso Arco conosce Francesco, giovane imprenditore edile, proprietario di un terreno con lago, sul quale ha avviato la costruzione di una villa, e accetta di fidarsi di lui per liberarsi del problema. Tuttavia dopo ben 6 mesi la villa è ancora incompiuta, proprio quando lui ha già organizzato il trasloco della madre.
- Cast principale: Neri Marcorè (Daniele), Giampaolo Morelli (Francesco), Donatella Finocchiaro (Marisa Collodi), Camilla Filippi (Caterina), Selvaggia Quattrini (Graziella), Stefano Santospago (Bramosetti), Luciano Virgilio (), Giuliana Lojodice (Marion).
- Ascolti: telespettatori 4 868 000 – share 19,1%[4].

### La tempesta
- Diretto da: Fabrizio Costa
- Scritto da: Elena Bucaccio, Alessandro Sermoneta e Giulio Calvani
- Durata: 106 minuti

Aldo Del Serio è scomparso, in vacanza ai tropici con la moglie, quando all'improvviso uno tsunami travolge il villaggio vacanze. La sua azienda di ceramiche d'eccellenza rimane senza guida, la situazione famigliare di Aldo entra in crisi, perché lui aveva adottato un bambino bielorusso da accogliere all'aeroporto. Il fratello di Aldo, Paolo, viene scelto come possibile padre adottivo, anche se è il meno adatto in quanto è uno sfaccendato sciupafemmine. Ad aiutarlo nella farsa c'è Manuela, operaia dell'azienda delle ceramiche, che fa carte false per non farla fallire, fino a quando non si avranno notizie di Aldo.
- Cast principale: Nicole Grimaudo (Manuela Giacalone), Giovanni Scifoni (Paolo Del Serio), Ennio Fantastichini (Valerio Salmastri), Anna Bellato (assistente sociale), Licia Navarrini (Luisa), Stefano Fresi (Igor), Leonardo Della Bianca (Natoli), Nino Frassica (Bepi Giacalone).
- Ascolti: telespettatori 5 099 000 – share 18,3%[5].

### Piccoli segreti, grandi bugie
- Diretto da: Fabrizio Costa
- Scritto da: Fabrizia Midulla
- Durata: 100 minuti

Il piccolo paese abruzzese di Santo Stefano di Sessanio (AQ) tenta di risollevarsi dal terremoto del 2009 proponendo la tattica turistica dell'albergo diffuso per interesse dell'imprenditore Luca Visconti. Tuttavia un'azienda promozionale di Torino, dove lavora anche Isa che s'incontrerà con Luca, invia un giovane ispettore a Santo Stefano, che scrive una pessima recensione sul modello dell'albergo diffuso, suscitando la furia di Luca, che parte per il Piemonte per chiedere spiegazioni. Isa, che deve revisionare la bozza da pubblicare, si incontra una prima volta con Luca, senza sapere chi in realtà lui sia, e dopo che ha pubblicato l'articolo, inasprendolo ancora di più, scopre finalmente chi è Luca quando si presenta in redazione furioso, ha dei forti rimorsi. Tutto cambierà quando Isa accetta di andare a informarsi di persona sul conto dell'albergo diffuso, partendo per l'Abruzzo, e aiutando Luca a ricostruire moralmente ed economicamente il paesetto gravato dal terremoto.
- Cast principale: Chiara Francini (Giseide “Isa” Martelli), Giuseppe Zeno (Luca Visconti), Sara D'Amario (Alessandra Grimaldi), Maria Luisa De Crescenzo (Camilla Del Monaco), Paolo Romano (Giacomo Del Monaco), Luca Terracciano (Claudio Curcio Jr), Lydia Biondi (Fosca Martelli), Lavinia Biagi (Malvina Martelli), Giuseppe De Rosa (Antonio).
- Ascolti: telespettatori 3 844 000 – share 15,7%[6].

### Mia moglie, mia figlia, due bebè
- Diretto da: Eugenio Cappuccio
- Scritto da: Alberto Taraglio
- Durata: 99 minuti

Antonio Novelli è fiero della sua famiglia con la moglie Amalia e la figlia Noemi, adolescente spigliata e intelligente, che proprio per la sua estrema intelligenza fatica a relazionarsi col mondo contemporaneo. Antonio decide d'occuparsi più della figlia, dato che la sua attività di albergatore è ben avviata, e può godersi qualche mese di pausa per organizzare delle gite in compagnia della figlia. Amalia però non sopporta questo clima di rilassamento e vorrebbe un secondo figlio.
- Cast principale: Neri Marcorè (Antonio Novelli), Serena Autieri (Amalia Novelli), Flavia Gatti (Noemi Novelli), Giampiero De Concilio (Giordano Ricciardi), Anita Zagaria (Luna), Anna Ferruzzo (Virna), Claudia Muzii (Ginecologa Grinder), Floriana De Martino (), Elisabetta Mirra (), Anna Lucia Pierro (), Mariano Rigillo (Marcello).
- Ascolti: telespettatori 4 236 000 – share 17%[7].

### Il mio vicino del piano di sopra
- Diretto da: Fabrizio Costa
- Scritto da: Alberto Taraglio
- Durata: 97 minuti

Bruno è un designer 45enne disoccupato, che vive in depressione, mentre la sua vicina Claudia è un'amministratrice delegata di una multinazionale, molto ambiziosa. Quando la donna compra l'attico del palazzo di Bruno, costui si rifiuta di lasciare il suo appartamento per cui non pagava da mesi le rate del mutuo. Quando lui scopre che la sua ex moglie, Susanna, di cui è ancora innamorato, sta per sposarsi con un suo vecchio compagno di scuola, ora dentista, decide di proporre un accordo all'amministratrice per non apparire ancora squattrinato: fingere di essere la sua fidanzata che lo accompagnerà alle nozze.
- Cast principale: Barbora Bobuľová (Claudia Pessini), Sergio Rubini (Bruno Gargiulo), Pia Lanciotti (Monica Guerra), Simona Nasi (Susanna), Massimo Nicolini (Mattia), Gennaro Iaccarino (Nicky), Giorgia Boni (Gea), Luigi Di Fiore (Riccardo).
- Ascolti: telespettatori 4 235 000 – share 17,3%[8].

### Basta un paio di baffi
- Diretto da: Fabrizio Costa
- Scritto da: Giulio Calvani, Federico Starnone, Ilaria Storti e Marta Storti
- Durata: 105 minuti

Sara ha un sogno: diventare chef, ma c'è il problema che non sa farsi valere nella vita, e finisce per perdere il lavoro. Il suo ristorante preferito perde il cuoco, e cerca personale, così Sara si fa avanti, conoscendo molte ricette; Luca il proprietario è un uomo ancora giovane e simpatico ma, dopo una storia d'amore naufragata proprio con la chef precedente, non vuole più saperne di donne tantomeno in cucina, finché Sara non riesce a convincerlo a farsi assumere, presentandosi in veste di giovane ragazzo e rischiando di buttare tutto all'aria siccome la sorella di Luca e comproprietaria del ristorante si interessa da vicino alla sua persona/alter ego maschile. Dopo svariati equivoci e situazioni alquanto buffe riuscirà a fargli cambiare idea sull'amore e le donne in generale, fino a toccargli il cuore.
- Cast principale: Antonia Liskova (Sara), Sergio Assisi (Luca), Marco Bonini (Sergio), Euridice Axen (Giada Del Re), Teresa Saponangelo (Paola), Michele De Virgilio (Alberto), Jun Ichikawa (Akiko Zun), Claudia Lerro (Flavia), Francesco Zecca (Ernesto).
- Ascolti: telespettatori 5 052 000 – share 21,7%[9].

### L'amore, il sole e le altre stelle
- Diretto da: Fabrizio Costa
- Scritto da: Marco Bonini, Edoardo Leo, Giacomo Bisanti e Matteo Visconti
- Durata: 102 minuti

La professoressa Russo impartisce lezioni di educazione sessuale, prendendosi estremamente cura di Primo e della sua amica Michela, adolescenti, ma considerati ancora dai genitori dei bambini da proteggere. I due a 14 anni decidono di fare l'amore per sconvolgere i genitori e far capire loro di essere grandi. Tale decisione crea delle discrepanze tra le due famiglie molto amiche: Corinne, madre di Primo, è stanca della routine familiare e chatta con sconosciuti via web, il marito Pietro è un uomo pauroso e senza spina dorsale, l'amico Andrea è inguaribile traditore ed eterno Peter Pan, che viene buttato fuori di casa da sua moglie Sabrina, madre di Michela. Primo e la sua amica intanto, dopo aver preso quasi per gioco la decisione dimostrativa, iniziano a provare quei tipici sentimenti dell'adolescenza.
- Cast principale: Vanessa Incontrada (Corinne), Ricky Memphis (Pietro), Marco Bonini (Andrea), Chiara Ricci (Sabrina), Anna Ferzetti (professoressa Russo), Edoardo Pagliai (Primo), Elisa Visari (Michela), Giovanni Monchietto (Bicio), Mathieu Chatel (Ludovico), Silvia Toscano (Rox), Andrea Verticchio (Dattilo), Carolina Signore (Federica).
- Ascolti: telespettatori 4 570 000 – share 19,7%[10].

### Non ho niente da perdere
- Diretto da: Fabrizio Costa
- Scritto da: Matteo Visconti e Giacomo Bisanti
- Durata: 94 minuti

Camilla è una bella donna lavoratrice, con un problema: essere ipocondriaca, il che la rende insopportabile ai colleghi e alla sorella Marta, mentre il padre Gigi non fa che proteggerla. I due lavorano in una villa storica della campagna torinese, dove le sorelle sono cresciute. Dopo essere stata lasciata anni prima da Andrea, Camilla ha iniziato a sentirsi perseguitata da qualche ipotetica malattia, appunto la sindrome di ipocondria. Un giorno però Camilla riceve una diagnosi veritiera, avendo un male. Senza dire niente torna in casa dove si sta allestendo il matrimonio di Filippo, figlio dell'imprenditore Marzaduri, l'organizzatore si rivela essere il capo di una banda di terroristi, che vuole rapire gli invitati d'alto rango per chiedere riscatto. Nel frattempo Camilla riceve la diagnosi definitiva: cancro, e le rimangono poche settimane di vita, ma non sa che la lastra è stata scambiata all'ospedale.
- Cast principale: Carolina Crescentini (Camilla), Edoardo Pesce (Ettore), Sergio Assisi (Mr. Curry), Ilaria Genatiempo (Marta), Ninni Bruschetta (Valdorsi), Michele Venitucci (Andrea), Dario Cassini (Marzaduri), Marco Cassini (Filippo), Margherita Vicario (Federica), Francesco Zecca (), Roberto Accornero ().
- Ascolti: telespettatori 3 625 000 – share 15,2%[11].

### Mai scherzare con le stelle!
- Diretto da: Matteo Oleotto
- Scritto da: Daniele Di Biasio e Michele Pellegrini
- Durata: 100 minuti

L'ingegnere Alfredo che sta progettando un robot per intercettare i gusti e i desideri dell'uomo e la netturbina con la passione per gli oroscopi Ines sono vicini di casa e si incontrano a causa di un incidente domestico e per una serie di circostanze sono costretti a convivere nonostante l'apparente incompatibilità tra l'estrema razionalità dell'uno e l'istintività dell'altra.
- Cast principale: Alessandro Roja (Alfredo), Pilar Fogliati (Ines) Carlotta Natoli (Rosalyn), Emanuela Grimalda (Marina), Fiorenza Pieri (Erica), Adriano Pantaleo (Roberto), Maurizio Fanin (), Ariella Reggio (Lucia)
- Ascolti: telespettatori 3 972 000 – share 17,3%[12].

### Al posto suo
- Diretto da: Riccardo Donna
- Scritto da: Alessandro Sermoneta, Giacomo Bisanti, Matteo Visconti e Caterina Salvadori
- Durata: 100 minuti

Il severo manager Damiano e il rider Chicco sono fratelli gemelli che a causa delle loro divergenze caratteriali non si frequentano per 15 anni, finché il padre non li obbliga a scambiarsi di ruolo per poter ricevere la sua eredità.
- Cast principale: Alessandro Tiberi (Damiano / Chicco), Aurora Ruffino (Agata), Andrea Bosca (Redaelli), Liz Solari (Ofelia), Mauro Serio (Pelacani), Roberto Citran (Cesare).
- Ascolti: telespettatori 3 746 000 – share 16%[13].

### Digitare il codice segreto
- Diretto da: Fabrizio Costa
- Scritto da: Diego De Silva e Vanessa Picciarelli
- Durata: 100 minuti

Il dignitoso e super-taccagno Alberico, psicoterapista e scrittore di libri di successo sull'animo umano, coadiuvato da Guido, un ex paziente ora suo addetto-stampa "volontario" per poter risanare le molte parcelle impagate, viene invitato a soggiornare nella villa di un'eccentrica contessa molto ricca grazie a cinque vedovanze ed amante delle novità e degli intellettuali. La nobildonna gli offre l'occasione di staccare per un po' dalla sua vita piena di impegni, nonché vitto, alloggio e le condizioni migliori per poter scrivere un nuovo libro in piena tranquillità, lontano da interviste e clamori mediatici; nell'avventura lo segue il fido addetto-stampa, che entra a tal punto nelle grazie della padrona di casa da farlo decidere a fermarsi da lei a tempo indeterminato. Prima di lanciarsi in quest'avventura, durante un'operazione dei pompieri accorsi per salvare una donna (Sonia) che vuole suicidarsi gettandosi da una finestra, Alberico interviene salendo con la scala dell'autopompa fino al piano dove sta la donna e riuscendo a convincerla a desistere: da quel momento in poi se la ritroverà sempre tra i piedi, grata e nel contempo vittima di una sorta di transfer; da ultimo comunque sarà lei a salvarlo per ben due volte quando tutto gli starà crollando addosso. Durante il soggiorno conosce Beatrice, giovane donna molto amica della contessa, abile chef con un ristorantino sul mare e divorziata con un figlio (Andrea) da crescere oltre a un ex marito (Nanni) gravemente ludopatico, con cui i rapporti non sono molto sereni. Quasi per scherzo e pure per caso Alberico si avvicina all'uomo e finisce per convincerlo a diventare suo paziente a titolo gratuito: questa sua iniziativa di salvare l'uomo dal suo vizio e intanto farlo riavvicinare a Beatrice è in buona parte dovuta alla paura del sentimento che sta nascendo tra lui e Beatrice e che rischia di sconvolgere la sua vita fatta anche di finzione, ma per lui rassicurante ed in fondo piuttosto soddisfacente. Quando diventa chiaro che, nonostante gli sforzi profusi, Nanni sta ritornando preda del suo demone, anche a causa della rivelazione fatta da Beatrice che gli dice di vedersi con un altro, ecco che Alberico capisce di non voler più lottare e si lascia andare ai sentimenti verso colei che lo ha fatto sentire di nuovo vivo. Purtroppo durante un ultimo incontro tra lui e Nanni viene scoperta da Beatrice la loro "alleanza professionale" e anche Nanni si sente tradito da quello che sembrava lo stesse aiutando a tirarsi fuori dai guai. Sentendosi respinto dalla donna, Alberico lascia la villa della contessa, Guido non lo accompagna e per un certo periodo egli vive come sospeso e anestetizzato, finché una chiamata da parte di un creditore di Nanni (conosciuto nel corso di una partita a poker in cui suo malgrado era stato coinvolto) lo riporta alla realtà e così decide di appianare i debiti di gioco del suo ex paziente, privandosi di una somma non da poco: ben centomila euro! Tale ingentissimo esborso gli provoca uno stato emotivo paragonabile a una vera e propria crisi d'astinenza che culmina in un crollo nervoso e, infine, in uno svenimento, facendolo così finire al pronto soccorso. Dopo la sua dimissione dal breve ricovero, Nanni, che era venuto per ringraziarlo della cortesia "finanziaria", lo conduce al ristorante di Beatrice, assolvendolo in tal modo da tutte le colpe e lasciando che l'amore tra Alberico e la sua ex moglie trovi infine compimento.
- Cast principale: Neri Marcorè (Alberico Ferretti), Valeria Bilello (Beatrice), Gabriele Cirilli (Guido), Bernardo Casertano (Nanni), Pia Lanciotti (contessa Annapaola Bonajuto Vanini), Ruben Santiago Vecchi (Andrea), Paola Minaccioni (Sonia).
- Ascolti: telespettatori 4 148 000 – share 20,2%[14].

### Tutta colpa della fata Morgana
- Diretto da: Matteo Oleotto
- Scritto da: Carlo Mazzotta, Marta Storti, Ilaria Storti
- Durata: 99 minuti

- Cast principale: Davide Iacopini (Claudio), Nicole Grimaudo (Gabriella), Tecla Insolia (Maria), Corrado Fortuna (Pasquale), Claudia Potenza (Anna), Aurora Quattrocchi (nonna Teresa).
- Ascolti: telespettatori 3 469 000 – share 16,1%[15].

### Diversi come due gocce d'acqua
- Diretto da: Luca Lucini
- Scritto da: Antonia Ruggiero, Maurizio Careddu
- Durata: 103 minuti

- Cast principale: Alessio Lapice (Gaetano Fontana), Chiara Celotto (Sharon Russo), Thomas Trabacchi (Giorgio Fontana), Susy Del Giudice (Matilde Heglen), Monica Nappo (Margherita Heglen), Giovanni Esposito (Alfonso Capece), Gianluca Di Gennaro (Salvatore), Raiz (Fefè), Rosalia Porcaro (Rosaria), Raffaele Esposito (Vincenzo), Domenico Pinelli (Gianluca).
- Ascolti: telespettatori 2 743 000 – share 15,5%[16].

### Se mi lasci ti sposo
- Diretto da: Matteo Oleotto
- Scritto da: Carlo D'Amicis, Davide Barletti, Giampaolo Simi
- Durata: 92 minuti

- Cast principale: Sara Lazzaro (Giulia), Alessio Vassallo (Marco Armaruffa), Paolo Calabresi (Ruben), Paolo Bernardini (Arturo), Marina Massironi (Agata), Bebo Storti (Luigi Armaruffa, il papà di Marco), Pia Engleberth (Flora), Emmanuel Dimayuga (Tommy).
- Ascolti: telespettatori 2 567 000 – share 15%[17].

### La fortuna di Laura
- Diretto da: Alessandro Angelini
- Scritto da: Pietro Seghetti
- Durata: 111 minuti

- Cast principale: Lucrezia Lante Della Rovere (Laura), Andrea Pennacchi (Fabrizio), Emanuela Grimalda (Agnese), Ilaria Rossi (Emma), Sara Cianfriglia (Elettra), Astra Lanz (Anna), Roberto Zibetti (Giorgio), Daniele Molino (Teresio), Pia Engleberth (signora Murai), Carlo Buccheri (Nicola).
- Ascolti: telespettatori 2 657 000 – share 16%[18].

### Una scomoda eredità
- Diretto da: Fabrizio Costa
- Scritto da: Marco Videtta, Pietro Seghetti
- Durata: 102 minuti

Gaia e Diana sono in procinto di partire per Carloforte in Sardegna dove la madre di Gaia e il padre di Diana le attendono per comunicare la loro lunga relazione segreta, ma entrambi - poco prima dell'arrivo delle rispettive figlie - muoiono in un incidente stradale. Dopo il funerale, al quale la mamma di Diana non partecipa, il notaio comunica alle due donne che sono eredi in parti uguali della bella villa sul mare dove i genitori vivevano, ma mentre Diana è decisa a vendere la casa a Franco Lussurgiu, un traffichino del posto, Gaia invece si oppone, anche perché, dopo aver conosciuto il giovane sub Max, è sempre più convinta di voler restare in Sardegna. 
Diana, accecata dall'odio per la donna che le ha portato via il padre, inizia una tacita guerra contro Gaia fingendosi sua amica, e le rivela anche che Max in realtà la frequenta solo per fare un favore al padre Franco Lussurgiu allo scopo di convincerla a vendere la sua quota, con la promessa che al posto della villa costruirà un grande albergo con un centro subacqueo tutto suo.
Gaia - che ignorava la stretta parentela tra Max e Franco - delusa decide di partire, ma nel frattempo Diana trova una vecchia foto di suo papà giovanissimo con la mamma di Gaia incinta e, da una scritta dietro la fotografia e da un esame del Dna, scopre che entrambe sono figlie degli stessi genitori e non soltanto dello stesso padre.
L'arrivo inatteso da Roma della mamma di Diana chiarisce ogni cosa. Entrambe sono nate dagli stessi genitori che si amavano da sempre e lei, non potendo avere figli, ha cresciuto la primogenita come fosse sua figlia, tollerando la doppia vita del marito ripresa solo di recente, sapendo della nascita di una seconda bambina che tuttavia il padre non ha mai conosciuto. 
Nel frattempo Diana smaschera il gioco di Lussurgiu che aveva occultato alcuni atti pubblici per simulare un imminente sequestro della casa e comprarla così a basso prezzo, e torna a fare il medico a Roma assieme a Filippo, un suo collega da tempo innamorato di lei. Nella villa restano Gaia e Max che inviano a Diana e Filippo, in attesa del loro ritorno a Carloforte, una foto per comunicare l'arrivo di un bambino. 
- Cast principale: Chiara Francini (Gaia) Euridice Axen (Diana), Cristiano Caccamo (Max Lussurgiu), Cesare Bocci (Franco Lussurgiu), Bernardo Casertano Mancinelli (Filippo), Emanuela Fanni (Colomba), Riccardo Mori (Ivan), Alessandro Pala (Notaio), Mariangela D'Abbraccio (Mariella), Roberto Alpi (Domenico), Mariella Valentini (Giovanna), Brando Giorgi (Luigi).
- Ascolti: telespettatori 3 866 000 – share 22,6%[19].

### Questione di stoffa
- Diretto da: Alessandro Angelini
- Scritto da: Alessandro Angelini, Caterina Salvadori
- Durata: 107 minuti

- Cast principale: Pierpaolo Spollon (Matteo), Beatrice Sandri (Rani), Clotilde Sabatino (Serena Ravagnin), Nicola Pannelli (Orlando), Licia Navarrini (nonna Mina), Brayan K Paaris (Dev), Riccardo Maria Manera (Fulvio), Valeria De Michele (caporedattrice), Andrea Bellacicco (Marco), Alessandra Spina (Sara), Kabir Bedi (Ramesh).
- Ascolti: telespettatori 2 301 000 – share 13,5%[20].